# Kaing Guek Eav
Kaing Guek Eav (Choyaot, 17 november 1942 - Phnom Penh, 2 september 2020), bijgenaamd "Kameraad Duch", was de directeur van de S-21-gevangenis in Phnom Penh tijdens het Rode Khmer-regime.

## Biografie

### Van wiskundeleraar tot gevangenisdirecteur
Kaing Guek Eav studeerde wiskunde aan het Lycée Suravarman II in Siem Reap. In 1962 behaalde hij de eerste helft van zijn baccalaureaat en in hetzelfde jaar behaalde hij de tweede helft van zijn baccalaureaat op het beroemde Lycée Sisowath in Phnom Penh. Hij was de op een na beste van het land. Hij werd wiskundeleraar en bleef dat tot hij in Phnom Penh in contact kwam met een groep studenten uit het communistische China. Vanwege dit contact moest hij de gevangenis in. Daar werd zijn sympathie voor het communisme aangewakkerd. Na zijn vrijlating werd hij lid van de Communistische Partij, daar schopte hij het tot hoofd van de veiligheidsdienst. In 1975 greep de communistische Rode Khmer de macht en begon aan een nieuw Cambodja. Het moest een boerenparadijs worden; alles wat hiermee in strijd was werd uitgeroeid. Kaing Guek Eav werd commandant van de S-21-gevangenis in Phnom Penh en heeft persoonlijk toegezien op de martelingen. Iedereen kon in deze gevangenis terechtkomen; voor diefstal van een aardappel, het dragen van een bril of het achteloos gebruik van Engelse of Franse woorden. Hij liet aan het eind van zijn bewind zelfs zijn eigen naaste adjudant vermoorden. Hij hield nauwkeurig bij wat er met iedere gevangene gebeurde. Er is een lijst met namen van gevangenen gevonden waarop geschreven stond "Dood hen allemaal", ondertekend door hem.

### Christen
Na de val van het regime leefde hij verder onder de naam Hang Pin. Rond 1996 bekeerde hij zich tot het christendom en liet zich met vele anderen door de Amerikaanse dominee Christopher LaPel dopen in de rivier Sangke.

### Cambodjatribunaal
In 1999 werd hij door de journalist Nic Dunlop herkend van het enige fotootje dat van hem bewaard was gebleven en hij gaf zichzelf aan bij de politie. Hij is tot nu toe het enige lid van het Rode Khmer-regime dat zijn schuld volledig heeft bekend en spijt heeft betuigd. ,,Alle misdaden die in S-21 plaatshadden (…) zijn gebeurd op mijn instructie’’, aldus Kaing Guek Eav. Hij bekende dat hij zelf ook mensen gemarteld heeft. ,,Als steniging een Cambodjaanse gewoonte zou zijn geweest, dan zouden ze die mij mogen opleggen. Ik zou dat accepteren’’, zei hij met tranen in zijn ogen in de richting van een vrouw van wie man en kinderen in Tuol Sleng werden vermoord.
Op 26 juli 2010, nadat de aanklagers om een straf van 40 jaar hadden gevraagd, veroordeelde het Cambodjatribunaal Kaing Guek Eav voor misdaden tegen de menselijkheid tot een onvoorwaardelijke gevangenisstraf van 35 jaar. Het maximale oordeel van levenslang werd hem bespaard, omdat hij tijdens zijn proces volledig had meegewerkt en een volledige bekentenis had afgelegd, aldus de rechters in hun oordeel.
Toen evenwel bleek, dat op de opgelegde 35 jaar vijf jaar in mindering zouden worden gebracht omdat hij al zo lang zonder formele inbeschuldigingstelling, dus illegaal, was vastgehouden en dat bovendien dat complete 11-jarige voorarrest op de uiteindelijke straf in mindering zou worden gebracht, ontstonden bij het speciaal voor het tribunaal gebouwde gerechtsgebouw aan de rand van Phnom Penh emotionele taferelen, waarbij nabestaanden van slachtoffers hun misnoegen over de rechtspleging niet onder stoelen of banken staken. Terwijl velen levenslange opsluiting nog mild zouden hebben gevonden, werd snel duidelijk dat van het oordeel van 35 jaar na aftrek slechts 19 jaar resteerde zodat de beul van hun geliefden bij goed gedrag na niet meer dan 11 jaar alweer voorwaardelijk zou worden vrijgelaten.
Dat Kaing Guek Eav het zelf ook niet eens was met zijn vonnis bleek nauwelijks een dag later, toen hij via zijn Cambodjaanse advocaat liet weten daartegen in beroep te zullen gaan.